# Ormesby St Margaret
Ormesby St Margaret lub Great Ormsby – wieś w Anglii, w Norfolk. Leży 8,5 km od miasta Great Yarmouth, 26,9 km od miasta Norwich i 177,4 km od Londynu. W 2016 miejscowość liczyła 2736 mieszkańców. W latach 1870–1872 miejscowość liczyła 777 mieszkańców.
Położona jest w sąsiedztwie obszaru chronionej przyrody The Broads.